# Rocío Sánchez Estepa
Pour les articles homonymes, voir Sánchez et Estepa.
Rocío Sánchez Estepa est une karatéka espagnole née le 22 janvier 1991. Elle a remporté une médaille de bronze en kumite moins de 50 kg aux championnats du monde de karaté 2014 à Brême.